# De Hooge Birckt
De Hooge Birckt is een gebouw aan de Birkstraat 109 in de gemeente Soest in de Nederlandse provincie Utrecht. 
Toen Jan en Grietje Kok hun boerderij De Birckt, tegenwoordig bekend als Het Gagelgat, op Birkstraat 107, hadden overgedragen aan hun dochter Aaltje en haar man Piet Hartman, lieten zij zelf in 1875 voor zichzelf dit renteniershuis De Hooge Birckt bouwen. Het woord birckt betekent: berken- en heide-grond.
In 1912 liet de inmiddels weduwe Hartman het huis door aannemer Van Schadewijk, een schoonzoon, verbouwen tot boerderij. Alleen de muren en de balklaag bleven daarbij staan. Een aantal houten gebinten werd gebruikt voor de wagenschuur. In 1953 werd onder toezicht van architect P. Beekman het achterhuis van de dwarshuisboerderij verbouwd. Voor De Hooge Birckt staan leilinden en aan de lange oprijlaan staan eiken.
In de voorgevel zijn vijf vensters aangebracht met glas-in-lood bovenlichten. In de linker zijgevel en in de rechter achtergevel van het voorhuis zijn toegangsdeuren aangebracht.
In het pand was in 2013 een bed and breakfast gevestigd. Deze is inmiddels gesloten.